# 1395 Aribeda
Az 1395 Aribeda (ideiglenes jelöléssel 1936 OB) egy kisbolygó a Naprendszerben. Karl Wilhelm Reinmuth fedezte fel 1936. július 16-án, Heidelbergben.